# Luís Novais
Luís Novais (Braga, Março de 1966) é um escritor português.
Licenciado em História e Ciências Sociais, mestre e doutorando em História contemporânea. Escritor, professor e jornalista com experiência em gestão cultural e empresarial. Foi adjunto do Ministro da Educação, diretor da Task Force da Universidade do Minho para o Parque de Ciência e Tenologia do Porto e consultor externo de comunicação da presidência da República, assim como de várias empresas e organismos.
Vive no Peru desde 2012, onde é correspondente do jornal Expresso. Foi presidente da Asociación de Prensa Extranjera en el Peru , diretor da Cátedra de História de la Cultura Portuguesa José Saramago da Universidad Nacional Mayor de San Marcos (a mais antiga do continente americano) e professor nas Faculdades de Letras e na de Ciências Sociais. Foi igualmente professor na Pontificia Universidad Católica del Perú.
Adido cultural da Embaixada de Portugal no Peru (2019-2022) e coordenador do projeto "Portugal País Invitado de Honor de la Feria Internacional del Libro de Lima" (2022).
Tem diversas obras de ficção publicadas em Portugal e na América Latina, assim como livros e artigos nas áreas de História e Ciências Sociais.
Foi e é sócio e CEO de empresas nos setores de tecnologias da informação, comunicação e mineiro. É presidente do Centro Cultural Português Fernando Pessoa de Lima.
Frequentemente, é ouvido por autoridades portuguesas e europeias em questões relacionadas com a América Latina.

## Obras
- Braga em 1898. Um Conflito entre duas Burguesias: A industrial e a turística. História, (109, julho, 1988).
- (et al.) Arcos de Valdevez: Câmara Munícipal dos Arcos de Valdevez, 1989
- "Oportunidades Nacionais para o Comércio Local". Braga: Associação Comercial de Braga, 1996
- Quando o Sol se Põe em Machu Picchu, Lisboa: Esfera do Caos, 2008. Edição Brasil, Rio de Janeiro: Philae, 2012
- Os Parricidas, Lisboa: Esfera do Caos 2009. Edição Brasil, São Paulo: Novo Século, 2011
- O heróico major Fangueira Fagundes (com todolos seus anexos), Lisboa: Esfera do Caos, 2011.
- Crónica d'Orelhudos, Obra para download livre a partir do site do autor, 2012
- Reforma Social ou Revolução: A Atualidade de Dickens. Cadernos De Literatura Comparada, 26/27, 2012
- Ontem, Israel. Lisboa: Manufactura, 2018
- Revoluções geminadas: O 25 de Abril visto pela revolução peruana (tese de mestrado). Braga, Universidade do Minho, 2019
- Campesinos y Mineros. Una Reflexión Sobre las Causas de la Conflictividad Social Minera en el Perú. Lima: Instituto de Ingenieros de Minas del Perú, 2019
- A Jangada e o cerco: O terceiro mundo no universo saramaguiano. In: José Saramago. A lucidez da escrita. Lisboa: Tinta da China, 2023, pp. 311-372